# Lill-Tjuvtjärnen
Lill-Tjuvtjärnen är en sjö i Härnösands kommun i Ångermanland och ingår i Gådeåns huvudavrinningsområde.